# Мамбеткулово
Мамбеткулово (баш. Мәмбәтҡол) — деревня в Куюргазинском районе Республики Башкортостан Российской Федерации. Входит в состав Ленинского сельсовета.

## География

### Географическое положение
Находится на берегу реки Белой.
Расстояние до:
- районного центра (Ермолаево): 34 км,
- центра сельсовета (Бугульчан): 7 км,
- ближайшей ж/д станции (Мелеуз): 25 км.

## История
Деревню основал выходец из д. Мустафино (Саитово) влиятельный вотчинник тамьянец Мамбеткул Мустафин. Возникла перед V ревизией в 1795 г., которая показала в ней 9 дворов, на каждый из которых приходилось 6 человек. В 1859 г. в каждом дворе из 23 жили по 5 человек. К первой советской переписи на каждый из 27 дворов тоже приходилось по 5 человек.

## Население
| 2002 | 2009 | 2010 |
| ---- | ---- | ---- |
| 158  | ↘149 | ↗175 |

Национальный состав
Согласно переписи 2002 года, преобладающая национальность — башкиры (100 %).